# Cybocephalus politissimus
Cybocephalus politissimus is een keversoort uit de familie Cybocephalidae. De wetenschappelijke naam van de soort is voor het eerst geldig gepubliceerd in 1898 door Reitter.